# هیدن وایت
 هیدن وایت (انگلیسی: Hayden White؛ زادهٔ ۱۲ ژوئیهٔ ۱۹۲۸ – درگذشتهٔ ۵ مارس ۲۰۱۸) یک مورخ اهل ایالات متحده آمریکا بود. کتاب بسیار مشهوری از وی در مورد نقد ادبی قرن نوزدهم با نام Metahistory: The Historical Imagination in Nineteenth-Century Europe به چاپ رسیده‌است.